# Kostel Jména Panny Marie (Chyše)
Kostel Jména Panny Marie je římskokatolický chrám ve městě Chyše v okrese Karlovy Vary. Je chráněn jako kulturní památka České republiky. Původně gotický klášterní kostel pochází z konce 15. století byl během 17. a 18. století upraven v raně barokním slohu. Filiální kostel náleží pod římskokatolickou farnost Žlutice, vikariát karlovarský, diecéze plzeňské.

## Historie

### Výstavba a osudy do konce 2. světové války
Původně gotický kostel byl vystavěn koncem 15. století spolu s karmelitánským klášterem, který je s kostelem propojen. Klášter byl však roku 1785 zrušen. V 16. století byl kostel protestantský a po bitvě na Bílé hoře dostal kostel nového majitele, který se zasloužil o rekatolizaci kostela. V roce 1660 začala přestavba kostela v raně barokním slohu. Roku 1678 však kostel během přestavby spolu s podstatnou částí města vyhořel. Obnova vyhořelého kostela byla dokončena roku 1688. Na vzhledu kostela se podepsaly také stavební normy žebravých řádů, které vyžadovaly jednoduchost stavby. Začátkem 18. století byl kostel pozdně barokně upraven a v první polovině 18. století byly přistavěny boční kaple, z této doby pochází také okna a úprava vnitřního vybavení kostela. Věž kostela byla kompletně dokončena až roku 1730, v roce 1777 však byla poškozena požárem. Při požáru byly zničeny také zvony, které roku 1780 nahradily nové. Během 1. světové války byly zvony kostela zabaveny a po konci války znovu nahrazeny novými. Zvony byly však následně během 2. světové války opět zabaveny. Po vysídlení německého obyvatelstva začal kostel chátrat. Vzácné zlaté monstrance si vzal pod opatrovnictví místní předseda národního výboru, monstrance se však nikdy nenašly.

### Opravy kostela od 90. let 20. stol.
Roku 1997 došlo ke schválení oprav krovu a střešní krytiny krajskou kulturní komisí a památkovým úřadem. 11. 5. 1999 bylo nařízeno odizolování podzemní části objektu proti zemní vlhkosti, dále oprava krovu, výměna střešní krytiny, a to vše s nutností zahájit stavební práce okamžitě. Dále v roce 1999 byla zajištěna konstrukce hlavního krovu, která byla v havarijním stavu, a oprava přístupového schodiště do podkroví. Načež následně v roce 2000 byly zahájeny práce na zabezpečení krovové konstrukce lodi a presbytáře. V následujících letech 2001 a 2002 byly podávány další žádosti o dotace na další opravy. V roce 2003 a 2004 byla realizována obnova krovu kostela včetně výměny taškové krytiny a klempířských prvků. Dále byly provedeny fixace části vnitřních omítek. V roce 2005 byl proveden vzdušný kanál na severní straně kostela, oprava římsy na straně jižní, oprava krovu, výměna klempířských prvků a střešní krytiny nad jižním křídlem kostela. V roce 2006 bylo provedeno znovuotevření kostelní krypty, její vyčištění, vydesinfikování, byly zahájeny restaurátorské práce na opravě vnitřních omítek a maleb v presbytáři. V letech 2007 až 2011 oprava vnitřních omítek restaurátorem.

### Současnost
V současné době (2014) je v interiérech kostela umístěno lešení a probíhá renovace maleb a byly znovu vymalovány zdi. Bohoslužby jsou v kostele každou neděli.

### Program záchrany architektonického dědictví
V rámci Programu záchrany architektonického dědictví bylo v letech 1995-2014 na opravu památky čerpáno 7 740 000 Kč. V roce 2016 bylo uvolněno 700 000 Kč.
| rok    | 2003  | 2004  | 2005  | 2006 | 2007 | 2008 | 2009 | 2010 | 2011 | 2012 | 2013 | 2014 |
| ------ | ----- | ----- | ----- | ---- | ---- | ---- | ---- | ---- | ---- | ---- | ---- | ---- |
| částka | 1 000 | 1 000 | 1 200 | 445  | 400  | 650  | 500  | 420  | 720  | 405  | 400  | 600  |

Předchozí opravy prováděné amatérsky si vyžádaly jednu lidskou oběť (místní kněz).

## Popis
Kostel je trojlodní s trojboce uzavřeným presbytářem, s velkou sakristií a oratoří v patře na jižní straně kostela. Kostel má dvě boční kaple po stranách a hranolovitou věž v západním průčelí. Fasády jsou členěné pilastry, presbytář s valenou klenbou s výsečemi. Boční lodě jsou plochostropé. Sakristie je sklenuta valenou klenbou s výsečemi.